# Oeuvre van Howard Skempton
Howard Skempton heeft in bijna alle genres van de klassieke muziek gecomponeerd, behalve opera en filmmuziek. Hieronder een overzicht van werken gecomponeerd voor februari 2008. De werken zijn binnen hun categorie chronologisch gerangschikt, doch de volgorde binnen een specifiek jaar is niet exact.

## Composities

### Voor orkest
- May Pole (open score) (1971)
- Chorales (1980)
- Chorales 2 (1987)
- Lento (1990)
- The Light Fantastic, voor kamerorkest (1991)
- Concerto voor Hurdy-Gurdy en Percussion (1994)
- Ballade, voor saxofoonkwartet en strijkorkest (1997)
- Concerto voor hobo, accordeon en strijkorkest (1997)
- Concertante, voor solo viool en strijkorkest (1998)
- Prelude (1999)
- Sarabene (2002)

### Kamerorkest
- African Melody, voor cello (1969)
- North Wind, voor sopraansaxofoon (1970)
- Prelude, voor hoorn (1971)
- Bends, voor cello (1973)
- Surface Tension, voor fluit, cello en piano (1975)
- Surface Tension 2, voor fluit, cello en piano (1975)
- Prelude, voor fluit en string trio (1975)
- Impromptu, voor 2 baritone hoorns (1976)
- Autumn Waltz, voor 2 baritone hoorns (1976)
- Hoornplay, voor 2 baritone homs (1976)
- Children's Dance, voor accordeon en piano (1977)
- Tuba da caccia, voor tuba (1978)
- Intermezzo, voor altviool en hoorn (1978)
- Melody voor a First Christmas, voor fluit (1979)
- Melody, voor hoorn (1979)
- Scherzo, voor 2 hoorns (1979)
- Trio, voor 3 hoorns (1979)
- Breather, voor cello (1981)
- Prelude, voor viool (1982)
- Call, voor klarinet (1983)
- Wedding Tune, voor viool en autoharp (1983)
- Lullaby, voor klarinet en cello (1983)
- A Card voor Lucy, voor klarinet (1984)
- May Air, voor fagot (1984)
- Fanfare en Caprice, voor gitaar (1984)
- Lyric, voor cello en piano (1984)
- Bagatelle, voor fluit (1985)
- Alone en Together, voor klarinet, fagot en piano
- Song without Words, voor hoorn en accordeon (1985)
- Pineapple Melody, voor hoorn, accordeon en double bass (1985)
- Two Interludes, voor accordeon en vibrafoon (1986)
- Finding Home, voor klarinet, cello, glockenspiel en piano (1986)
- Two Preludes, voor strijkorkest (1986)
- Suite voor Strijkorkest, voor strijkorkest of strijkkwintet (1986)
- Solo en duet, voor viool en piano (1987)
- Aria, voor strijkkwartet (1987)
- Lament en Farewell, voor hobo, cello en piano (1988)
- Prelude 2, voor viool (1989)
- Axis 90, voor fluit en piano (1990)
- Half Moon, voor fluit en accordeon (1990)
- The Beauty of the Morning, voor peking, aaron en gendèr (gamelan) (1990)
- Moto perpetuo, voor altviool (1993)
- Three Pieces, voor hobo (1993)
- Gemini Dances, voor fluit, klarinet, viool, cello, percussion, en piano (1994)
- Kamerconcert, voor kamerorkest (1995)
- Spadesbourne Suite, voor viool, altviool, cello, double bass, en piano (1995)
- Lullaby, voor klarinet en cello (1995)
- Winter Sunrise, voor string trio (1996)
- Klarinet Quintet, voor klarinet en strijkkwartet (1997)
- Six Figures, voor cello (1998)
- Vijf Preludes, voor gitaar (1999)
- Delicate, ballet voor 2 cellos en percussion (1996)
  - Suite from Delicate, voor 2 cellos en percussion (1999)
- Vijf Nocturnes, voor solo gitaar, 2 klarinets, altviool, cello, double bass (2000)
- Par la bene, voor lute (2000)
- Garlen, voor hobo en string trio (2000)
- Rest en Recreation, voor 2 eufoniums en 2 tubas (2000)
- Reminiscence, voor gitaar (2001)
- Catch, voor strijkkwartet (2001)
- Horizons, voor hobo en harp (2001)
- Beguine, voor gitaar (2002)
- Off Limits, voor tenorsaxofoon (2002)
- Three Pieces for Guitar, voor gitaar (2003)
- Eternity's Sunrise, voor fluit, klarinet in A, harp en strijkkwartet (2003)
- Gleams en Fragments, voor hobo, klarinet, altviool en harp (2003)
- Renom Girl, voor hobo en vibrafoon (2003)
- Tendrils, voor strijkkwartet (2004)
- Ben Somewhen, voor fluit, klarinet, harp, viool, altviool, 2 cellos en contrabas (2005)

### Voor percussie
- Drum No. 1 (open score) (1969)
- Equal Measures, voor 2 drums (1974)
- Drum Canon, voor 2 drums (1974)
- Two Drum Trios (1975)
- Duet, voor piano en woodblocks (1976)
- Drum Canon 2, voor 2 drums (1976)
- Acacia, voor 2 drums (1976)
- Break, voor 2 drums (1980)
- Fabric, voor 2 drums (1980)
- Preamble, voor 2 drums (1980)
- Agreement, voor 2 drums (1985)
- Shiftwork, voor percussiekwartet (1994)
- Slip-stream, voor glockenspiel, vibrafoon, en 3 suspended cymbals (2002)

### Voor pianosolo
- A Humming Song (1967)
- Snowpiece (1968)
- September Song (1968)
- Piano Piece 1969 (1969)
- Waltz (1970)
- Two Highlen Dances (1970)
- First Prelude (1971)
- One voor Molly (1972)
- Quavers (1972)
- Simple Piano Piece (1972)
- Intermezzo (1973)
- Sweet Chariot (1973)
- Riding the Thermals (1973)
- Eirenicon (1973)
- Rumba (1973)
- Slow Waltz (1973), three hens
- One voor Martha (1974)
- Quavers 2 (1974)
- senza licenza (1974)
- Invention (1974)
- Tender Melody (1974)
- Second Gentle Melody (1975)
- Colonnade (1975)
- Quavers 3 (1975)
- passing fancy (1975)
- Chorale (1976)
- Surface Tension 3 (1976)
- June '77 (1977)
- Eirenicon 2 (1977)
- Saltaire Melody (1977)
- Eirenicon 3 (1978)
- Postlude (1978)
- Memento (1978)
- Friday's Child (1979)
- Air (1979)
- Trace (1980), right hen
- Campanella (1981)
- Outline (1981), three hens
- Campanella 2 (1982)
- Well, Well, Cornelius (1982)
- Seascape (1982)
- Campanella 3 (1982)
- Beginner (1983)
- Quavers 5 (1984)
- The Durham Strike (1985)
- Piano Piece voor Trevor Clarke (1985)
- Campanella 4 (1985)
- Eirenicon 4 (1985)
- The Mold Riots (1986)
- Resolution (1986)
- Toccata (1987)
- Pendulum 2 (1988)
- Study (1988)
- Even Tenor (1988)
- una barcarola eccentrica (1989)
- Images (1989), 20 pieces
- No Great Shakes (1989), piano duet
- after-image (1990)
- after-image 2 (1990)
- after-image 3 (1990)
- Maestoso (1990)
- A Roma (1992)
- Of Late (1992)
- Swedish Caprice (1993)
- Ring in the Valiant (1993)
- Plain Sailing (1993), piano duet
- 3 Nocturnes (1995)
- Cantilena (1995)
- Arpeggio (1997)
- Octaves (1998)
- Lull (2003)
- Horham
- Lyric Study
- Familiar
- Decision Time
- Gitaar Caprice
- Starlight
- Memorial Prelude
- Zwischenspiel
- Monogram
- Penumbra
- Bolt from the Blue
- Gestalt
- Leamington Spa
- Goldsmiths
- Ecossaise
- Two Pinter Poems
- Rameau Variation
- Scorrevole
- Reflections 1-11
- Eighteen Golden Bars voor Julian
- Liebeslied
- Register

### Voor accordeonsolo
- Gentle Melody (1974)
- Deeply Shaded (1975)
- Summer Waltz (1975)
- Ada's Dance (1975)
- One voor the Road (1976)
- Merry-go-round (1978)
- Pendulum (1978)
- Summer Sketches (1978)
- Suite (1982)
- Breathing Space (1983)
- Twin Set en Pearls (1984)
- Cakes en Ale (1984)
- Second Suite (1985)
- Third Suite (1985)
- Small Change (1985)
- Home en Abroad (1985)
- Something of an Occasion (1986)
- Axis (1986)
- Axis 2 (1986)
- Crane's Waltz (1991)
- Parsons' Waltz (1991)
- Adjö
- Hoornpipe
- Hurdy–Gurdy
- Romance

### Zang

#### Koorcomposities
- Song at the Year's Turning, voor vierstemmig gemengd koor (1980)
- From Waterloo Bridge, voor gemengd koor en 2 pianos (1986)
- Vijf Poems of Mary Webb, voor driestemmig SSA dameskoor (1989)
- Rose-berries, voor driestemmig dameskoor (1990)
- Roundels of the Year, voor SATB koor  (1992)
- To Bethlem did they go, voor SATB koor (1995)
- We who with songs, voor SATB koor en orgel (1995)
- Two Poems of Edward Thomas, voor SATB koor (1996)
  - Two Pewits
  - Sowing
- The Flight of Song, voor SATB diverse zangstemmen (1996)
- He wishes voor the cloths of Heaven, voor SATB koor (1999)
- The Voice of the Spirits, voor SATB koor (1999)
- Murallennium ('Spring all the Graces'), voor SATB koor en symphonic wind band (2000)
- The Song of Songs, voor TTBB koor (2000)
- The Bridge of Fire, voor SATB koor (2001)
- Four by the Clock, voor SATB koor (2001)
- Ostende nobis, Domine, voor SATB koor (2001)
- Rise up, my love, voor SATB koor (2002)
- Magnificat & Nunc Dimitis - The Edinburgh Service, voor hoge zangstemmen en orgel (2003)
- Music, voor SATB koor (2003)
- That Music Always Round Me voor SATB koor en orkest (2003)
- Four New Poems, voor SA koor en kamerensemble of piano (2004)
- It was a star, voor SATB koor (2004)
- Into this world, this day did come, voor SSA koor (2006)

#### Solostem
- Not-very-long Song, voor stem en accordeon (1972)
- Heart Sounds, voor 2 zangstemmen (1974)
- Embers 2, voor 2 zangstemmen (1974)
- Alice is One, voor voice en piano (1982)
- Tree Sequence, voor voice, piano en woodblocks (1976, 1981–2):
  - From the Palm Trees
  - Willow
  - Laburnum
  - Mountain Ash
  - Duet (see the 1976 Duet voor piano en woodblocks)
- Second Tree Sequence, voor voice en piano (1983): 
  - Tree, leafless
  - Under the Elder
  - Aspen Trees
- Pigs could Fly, voor stem en piano (1983)
- The Gipsy Wife's Song, voor mezzo-sopraan solist, fluit, hobo, vibrafoon en piano (1983)
- Two Zangstemmen, voor male zangstemmen (1986)
- Close the coalhouse door, voor stem? (1986)
- Ever Greener, voor voice (1986)
- Three Poems of D. H. Lawrence, voor sopraan solist en klarinet (1989)
- How Slow the Wind, voor sopraan solist, 2 klarinets, altviool, cello en bass (1989)
- The Maldive Shark, voor bariton solist en piano (1990)
- Colomen, voor sopraan solist, klarinet en piano (1990)
- The Witches' Wood, voor sopraan solist, fluit, klarinet, viool, cello en piano (1990)
- Into my heart an air that kills, voor sopraan solist, strijkkwartet en piano (1996)
- Hot Noon in Malabar, voor sopraan solist en piano trio (1997)
- Lamentations, voor bas solist en teorbe (2001)
- Emerson Songs, sopraan solist en baritone solist (2003)
- En There was War in Heaven, voor vijf solo zangstemmen ATTBB (2006)
- The Moon is Flashing, voor tenor solist en orkest (2007)

### Tape music
- Indian Summer (1969)
- Drum No. 3 (1971)

### Composities zonder duidelijke instrumentatie
- Lament (open score) (1972)
- Air Melody (open score) (1978)
- Highlen Melody (open score) (1982)
- Recessional (open score) (1983)
- Christmas Melody (open score) (1983)
- A Perugia (open score?) (1991)